# ロエニス・エリアス
- ロエニス・エリーアス[1][2]

ロエニス・エリアス・レリーブレ （Roenis Elías Leliebre, 1988年8月1日 - ）は、キューバのグアンタナモ州グアンタナモ出身のプロ野球選手 (投手) 。CPBLの富邦ガーディアンズ所属。左投左打。ニックネームはクビチェ（Cubiche）。

## 経歴

### キューバ時代
2008年からCNSのインディオス・デ・グアンタナモに所属し、2010年までプレーした。2008-2009年のシーズンでは18試合（1試合のみ先発）に登板して2勝3敗、防御率7.84、WHIP2.19、2009-2010年のシーズンでは21試合（17試合が先発）に登板して5勝7敗、防御率7.14、WHIP1.95という成績を記録した。
2010年に密輸組織の手引きを受け、メキシコに亡命した。

### マリナーズ時代
2011年5月3日にシアトル・マリナーズとマイナー契約を結んだ。傘下のルーキー級のアリゾナリーグ・マリナーズで1試合に登板後、同じくルーキー級プラスキ・マリナーズへ移動。プラスキでは3試合に登板し、防御率0.82・1勝0敗・WHIP1.27だった。8月に、A級クリントン・ランバーキングスへ昇格すると、そこでは7試合に登板先発して防御率5.45・4勝2敗・WHIP1.62という成績を残した。なお、3チームの通算成績は、11試合（先発8試合）の登板で5勝2敗、防御率4.28、21四球、41奪三振、WHIP1.53であった。
2012年は、A+級ハイデザート・マーベリックスでプレーし、26試合に先発登板して11勝6敗、防御率3.76、WHIP1.19を記録、前年より登板機会を増やす一方で防御率やWHIPを向上させた。
2013年は、AA級ジャクソン・ジェネラルズでプレーし、22試合に先発登板して6勝11敗、防御率3.18、50四球、121奪三振、WHIP1.25という成績を残した。
2014年は、スプリングトレーニング中のプレシーズン・ゲームで活躍した為、開幕からマリナーズの先発ローテーションに入った。4月3日のオークランド・アスレチックス戦で先発起用され、メジャーデビューを果たすと、同試合では5.0イニングを投げて2安打1失点3四球3奪三振・勝敗付かずという投球内容であった。以後、先発ローテーションに定着して29試合に登板し、十分な得点援護がない中で二桁勝利（10勝）を挙げる期待以上の活躍を見せた。この勝ち星10の中には、1つの完封勝利が含まれている。
2015年、22試合中20試合に先発登板したが、5勝8敗、防御率4.14、FIP4.52と、ルーキーイヤーより成績が低下した。なお、この年はAAA級タコマ・レイニアーズでも12試合に先発登板しており、ここでは4勝2敗、防御率7.34、WHIP1.60という成績を残した。

### レッドソックス時代
2015年12月7日にウェイド・マイリー、ジョナサン・アロとのトレードで、カーソン・スミスと共にボストン・レッドソックスに移籍した。
2016年は3試合・先発登板は1試合で、0勝1敗、防御率12.91、WHIP2.61と、前年より更に成績が悪化した。マイナーリーグではAAA級ポータケット・レッドソックスに所属し、21試合（先発19試合）の登板で10勝5敗、防御率3.60、WHIP1.38という成績を記録した。オフにはドミニカのウィンターリーグであるLIDOMに参加し、アギラス・シバエーニャスに所属した。なお、メジャーデビュー前にもベネズエラのウィンターリーグ、LVBPにカルデナレス・デ・ララから参加した経験がある。
2017年は、メジャーでは1試合・0.1イニングの登板で1四球と1奪三振を記録しただけであった。同年、マイナーではA-級ローウェル・スピナーズ、A+級セイラム・レッドソックス、AA級ポートランド・シードッグス、AAA級ポータケットの4球団合計で10試合に先発登板して1勝6敗、防御率6.96、WHIP1.57だった。この年のオフもLIDOMに参加。この時もシバエーニャスに所属した。

### マリナーズ復帰
2018年4月23日に後日発表選手または金銭とのトレードで、マリナーズへ移籍した。

### ナショナルズ時代
2019年7月31日にアーロン・フレッチャー、テイラー・ギルボー、エルビス・アルバラードとのトレードで、ハンター・ストリックランドと共にワシントン・ナショナルズへ移籍した。しかし移籍後初出場となった試合にて、走塁の際に足を負傷し故障者リスト入りした。チームはポストシーズンに進出するもエリアスに登板機会はなく、ワールドシリーズではロースターから漏れた。
2020年はメジャーでの登板がなく、10月10日に自由契約となった。

### 3度目のマリナーズ時代
2021年1月7日にマリナーズとマイナー契約を結んだと報じられ、翌8日に正式公示された。しかし、このシーズンはトミー・ジョン手術を受け、シーズン全休となった。
2022年の開幕はAAA級タコマ・レイニアーズで迎えた。5月16日にCOVID-19ワクチン未接種者の入国が許可されていないカナダのトロントで行われるブルージェイズとのアウェイゲームにおいて、制限リスト入りした選手の代替としてメジャー契約を結んでアクティブ・ロースター入りし、同日の試合で3年ぶりのメジャー登板を果たした。5月19日にマイナー契約でAAA級タコマへ配属されたが、5月27日に再びメジャー契約を結んでアクティブ・ロースター入りした。6月18日に自身が付けていた背番号『53』をトミー・ミローンが付けることになった。そのため、自身の背番号を『55』に変更した。6月20日にケン・ジャイルズの復帰とケビン・パドロの加入に伴い、セルジオ・ロモと共にDFAとなり、23日にマイナー契約でAAA級タコマへ配属された。同年のオフには5年ぶりにLIDOMに参加。前回と同様にシバエーニャスに所属した。
2023年3月に開催された第5回ワールド・ベースボール・クラシック（WBC）のキューバ代表に選出され、第1ラウンドのイタリア戦、準決勝のアメリカ合衆国戦の2試合に先発登板した。

### 韓国・SSG時代
2023年5月4日に韓国プロ野球のSSGランダースと契約した。22試合（うち先発21試合）に登板して8勝6敗、防御率3.70を記録し、チームのポストシーズン進出に貢献した。オフの12月17日に2024年シーズンの再契約を結んだ。
2024年11月30日、SSGから自由契約選手として公示された。

### メキシカンリーグ時代
2024年12月6日にメキシカンリーグのモンテレイ・サルタンズと契約を結んだ。

### 台湾・富邦時代
2024年12月30日に今度はCPBLの富邦ガーディアンズと契約を結んだ。

## 投球スタイル
投球フォームはスリークォーターであり、そこから150キロ前後の速球（フォーシームとツーシーム）、チェンジアップ、カーブを投げる。リリースポイントにバラつきがあり、様々なアングルからボールを投げ込むが、それが制球を乱す要因にもなっている。

## 詳細情報

### 年度別投手成績
| 年 度    | 球 団    | 登 板 | 先 発 | 完 投 | 完 封 | 無 四 球 | 勝 利 | 敗 戦 | セ 丨 ブ | ホ 丨 ル ド | 勝 率 | 打 者 | 投 球 回 | 被 安 打 | 被 本 塁 打 | 与 四 球 | 敬 遠 | 与 死 球 | 奪 三 振 | 暴 投 | ボ 丨 ク | 失 点 | 自 責 点 | 防 御 率 | W H I P |
| -------- | -------- | ----- | ----- | ----- | ----- | -------- | ----- | ----- | -------- | ----------- | ----- | ----- | -------- | -------- | ----------- | -------- | ----- | -------- | -------- | ----- | -------- | ----- | -------- | -------- | ------- |
| 2014     | SEA      | 29    | 29    | 1     | 1     | 0        | 10    | 12    | 0        | 0           | .455  | 693   | 163.2    | 151      | 16          | 64       | 3     | 11       | 143      | 6     | 4        | 77    | 70       | 3.85     | 1.31    |
| 2015     | SEA      | 22    | 20    | 0     | 0     | 0        | 5     | 8     | 0        | 1           | .385  | 490   | 115.1    | 106      | 15          | 44       | 1     | 9        | 97       | 1     | 1        | 57    | 53       | 4.14     | 1.30    |
| 2016     | BOS      | 3     | 1     | 0     | 0     | 0        | 0     | 1     | 0        | 0           | .000  | 41    | 7.2      | 15       | 2           | 5        | 1     | 0        | 3        | 0     | 0        | 11    | 11       | 12.91    | 2.61    |
| 2017     | BOS      | 1     | 0     | 0     | 0     | 0        | 0     | 0     | 0        | 0           | ----  | 2     | 0.1      | 0        | 0           | 1        | 0     | 0        | 1        | 0     | 0        | 0     | 0        | 0.00     | 3.00    |
| 2018     | SEA      | 23    | 4     | 0     | 0     | 0        | 3     | 1     | 0        | 0           | .750  | 210   | 51.0     | 46       | 1           | 16       | 1     | 1        | 34       | 3     | 0        | 17    | 15       | 2.65     | 1.22    |
| 2019     | SEA      | 44    | 0     | 0     | 0     | 0        | 4     | 2     | 14       | 1           | .667  | 203   | 47.0     | 41       | 8           | 17       | 1     | 1        | 45       | 1     | 1        | 28    | 19       | 3.64     | 1.23    |
| 2019     | WSH      | 4     | 0     | 0     | 0     | 0        | 0     | 0     | 0        | 1           | ----  | 13    | 3.0      | 5        | 2           | 1        | 0     | 0        | 2        | 0     | 0        | 4     | 3        | 9.00     | 2.00    |
| '19計    | WSH      | 48    | 0     | 0     | 0     | 0        | 4     | 2     | 14       | 2           | .667  | 216   | 50.0     | 46       | 10          | 18       | 1     | 1        | 47       | 1     | 1        | 32    | 22       | 3.96     | 1.28    |
| 2022     | SEA      | 7     | 0     | 0     | 0     | 0        | 0     | 0     | 0        | 0           | ----  | 33    | 7.2      | 7        | 1           | 3        | 0     | 0        | 6        | 0     | 0        | 3     | 3        | 3.52     | 1.30    |
| 2023     | SSG      | 22    | 21    | 0     | 0     | 0        | 8     | 6     | 0        | 0           | .571  | 548   | 131.1    | 140      | 12          | 33       | 1     | 6        | 93       | 0     | 0        | 58    | 54       | 3.70     | 1.32    |
| 2024     | SSG      | 22    | 21    | 0     | 0     | 0        | 7     | 7     | 0        | 0           | .500  | 525   | 123.2    | 126      | 13          | 30       | 0     | 6        | 104      | 3     | 0        | 59    | 56       | 4.08     | 1.26    |
| MLB：7年 | MLB：7年 | 133   | 54    | 1     | 1     | 0        | 22    | 24    | 14       | 3           | .478  | 1685  | 395.2    | 371      | 45          | 151      | 7     | 22       | 331      | 11    | 6        | 197   | 174      | 3.96     | 1.32    |
| KBO：2年 | KBO：2年 | 44    | 42    | 0     | 0     | 0        | 15    | 13    | 0        | 0           | .536  | 1073  | 255.0    | 266      | 25          | 63       | 1     | 12       | 197      | 3     | 0        | 117   | 110      | 3.88     | 1.29    |

- 2024年度シーズン終了時
- 各年度の太字はリーグ最高

### WBCでの投手成績
| 年 度 | 代 表    | 登 板 | 先 発 | 勝 利 | 敗 戦 | セ ｜ ブ | 打 者 | 投 球 回 | 被 安 打 | 被 本 塁 打 | 与 四 球 | 敬 遠 | 与 死 球 | 奪 三 振 | 暴 投 | ボ ｜ ク | 失 点 | 自 責 点 | 防 御 率 |
| ----- | -------- | ----- | ----- | ----- | ----- | -------- | ----- | -------- | -------- | ----------- | -------- | ----- | -------- | -------- | ----- | -------- | ----- | -------- | -------- |
| 2023  | キューバ | 3     | 2     | 0     | 1     | 0        | 39    | 9.0      | 8        | 3           | 2        | 0     | 1        | 4        | 0     | 0        | 5     | 5        | 5.00     |

- 太字は大会最高

### 年度別打撃成績
| 年 度    | 球 団    | 試 合 | 打 席 | 打 数 | 得 点 | 安 打 | 二 塁 打 | 三 塁 打 | 本 塁 打 | 塁 打 | 打 点 | 盗 塁 | 盗 塁 死 | 犠 打 | 犠 飛 | 四 球 | 敬 遠 | 死 球 | 三 振 | 併 殺 打 | 打 率 | 出 塁 率 | 長 打 率 | O P S |
| -------- | -------- | ----- | ----- | ----- | ----- | ----- | -------- | -------- | -------- | ----- | ----- | ----- | -------- | ----- | ----- | ----- | ----- | ----- | ----- | -------- | ----- | -------- | -------- | ----- |
| 2014     | SEA      | 29    | 4     | 4     | 0     | 0     | 0        | 0        | 0        | 0     | 0     | 0     | 0        | 0     | 0     | 0     | 0     | 0     | 1     | 0        | .000  | .000     | .000     | .000  |
| 2016     | BOS      | 3     | 0     | 0     | 0     | 0     | 0        | 0        | 0        | 0     | 0     | 0     | 0        | 0     | 0     | 0     | 0     | 0     | 0     | 0        | .000  | .000     | .000     | .000  |
| 2018     | SEA      | 23    | 2     | 2     | 0     | 1     | 0        | 0        | 0        | 1     | 0     | 0     | 0        | 0     | 0     | 0     | 0     | 0     | 1     | 0        | .500  | .500     | .500     | 1.000 |
| 2019     | SEA      | 44    | 0     | 0     | 0     | 0     | 0        | 0        | 0        | 0     | 0     | 0     | 0        | 0     | 0     | 0     | 0     | 0     | 0     | 0        | .000  | .000     | .000     | .000  |
| 2019     | WSH      | 4     | 1     | 1     | 0     | 0     | 0        | 0        | 0        | 0     | 0     | 0     | 0        | 0     | 0     | 0     | 0     | 0     | 0     | 0        | .000  | .000     | .000     | .000  |
| '19計    | WSH      | 48    | 1     | 1     | 0     | 0     | 0        | 0        | 0        | 0     | 0     | 0     | 0        | 0     | 0     | 0     | 0     | 0     | 0     | 0        | .000  | .000     | .000     | .000  |
| MLB：4年 | MLB：4年 | 103   | 7     | 7     | 0     | 1     | 0        | 0        | 0        | 1     | 0     | 0     | 0        | 0     | 0     | 0     | 0     | 0     | 2     | 0        | .143  | .143     | .143     | .286  |

- 2024年度シーズン終了時

### 年度別守備成績
| 年 度 | 球 団 | 投手（P） | 投手（P） | 投手（P） | 投手（P） | 投手（P） | 投手（P） |
| 年 度 | 球 団 | 試 合     | 刺 殺     | 補 殺     | 失 策     | 併 殺     | 守 備 率  |
| ----- | ----- | --------- | --------- | --------- | --------- | --------- | --------- |
| 2014  | SEA   | 29        | 2         | 22        | 0         | 2         | 1.000     |
| 2015  | SEA   | 22        | 0         | 13        | 1         | 0         | .929      |
| 2016  | BOS   | 3         | 0         | 2         | 0         | 0         | 1.000     |
| 2017  | BOS   | 1         | 0         | 0         | 0         | 0         | ----      |
| 2018  | SEA   | 23        | 3         | 4         | 0         | 0         | 1.000     |
| 2019  | SEA   | 44        | 1         | 4         | 3         | 0         | .625      |
| 2019  | WSH   | 4         | 0         | 0         | 0         | 0         | ----      |
| '19計 | WSH   | 48        | 1         | 4         | 3         | 0         | .625      |
| MLB   | MLB   | 126       | 6         | 45        | 4         | 2         | .927      |

- 2021年度シーズン終了時
- 各年度の太字はリーグ最高

### 背番号
- 29（2014年 - 2016年途中、2017年、2019年8月2日 - 同年終了）
- 51（2016年途中 - 同年終了）
- 55（2018年 - 2019年7月30日、2022年6月18日 - 同年6月19日、2024年 - ）
- 53（2022年 - 同年6月17日）
- 25（2023年）

### 代表歴
- 2023 ワールド・ベースボール・クラシック・キューバ代表